# Vuk Stefanović Karadžić

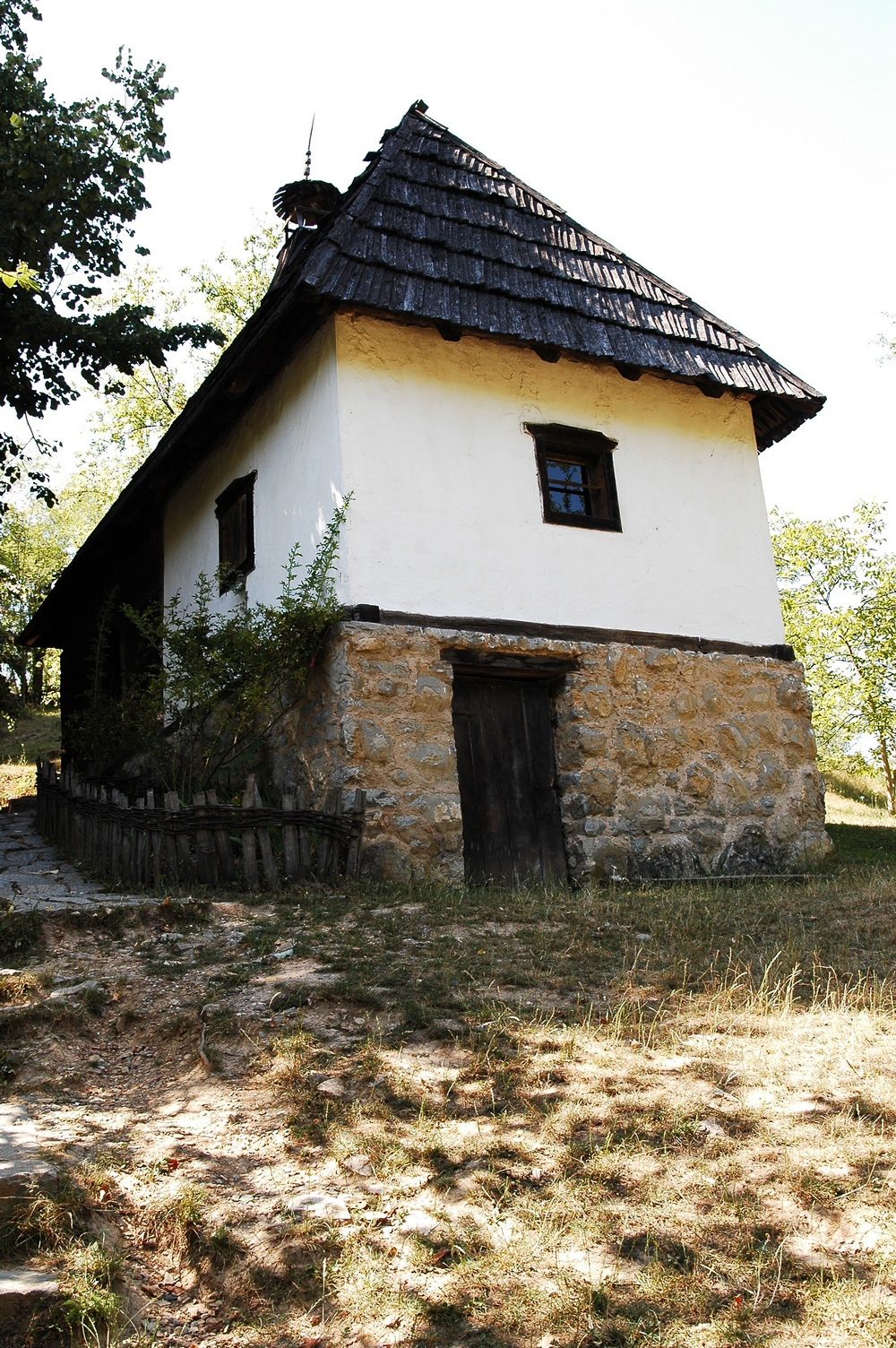
La casa natale di Vuk Stefanović Karadžić a Tršić

Vuk Stefanović Karadžić (IPA: [ʋûːk stefǎːnoʋit͡ɕ kârad͡ʒit͡ɕ]) (in serbo: Вук Стефановић Караџић; Tršić, 7 novembre 1787 – Vienna, 7 febbraio 1864) è stato un linguista, scrittore ed etnologo serbo, nonché il maggior riformatore della lingua serba.

## Biografia
Karadžić nacque nel villaggio di Tršić, al tempo parte dell'Impero ottomano, nei pressi della città di Loznica, nella Serbia occidentale. Il suo primo nome, "Vuk" ('lupo'), gli fu attribuito in quanto fu l'unico a salvarsi dalla tubercolosi che colpì la sua famiglia, privandolo dei fratelli e delle sorelle.
Egli imparò a leggere e scrivere nel monastero di Tronoša e proseguì gli studi come autodidatta. Impegnato politicamente, partecipò alla Prima (1804) e alla Seconda rivolta serba (1815) contro l'occupazione turca. Riguardo all'attività di questo periodo lasciò dettagliati resoconti. Nel 1814 fuggì da Belgrado a Vienna, dove entrò in contatto con la moderna cultura europea e in particolare con le idee del Romanticismo.

Sul fronte linguistico Karadžić si scontrò con i sostenitori del Slavo-serba, una lingua letteraria ibrida modellata sulla lingua liturgica tradizionale (lo slavo ecclesiastico) e sulla parlata colta delle fasce urbane.
Le riforme linguistiche e grafiche della lingua letteraria serba apportate da Karadžić modernizzarono e distanziarono la lingua moderna dallo slavo ecclesiastico russo e serbo, avvicinandola, anche sulla scorta delle idee del linguista sloveno Jernej Kopitar, al vernacolo e in particolare al dialetto dell'Erzegovina orientale che egli parlava.
Karadžić riformò l'alfabeto cirillico utilizzato in Serbia, riducendo le lettere serbe da 46 a 30, allo scopo di attribuire ad ogni suono un suo proprio carattere (un grafema per ogni fonema).
Assieme a Đuro Daničić, fu il principale firmatario degli accordi di Vienna del 1850 nei quali, con l'incoraggiamento delle autorità austro-ungariche, si dispose la fondazione di una lingua comune serbo-croata, basata sulla variante iekava del dialetto Štokavo, che potesse essere utilizzata da tutti i letterati dei popoli slavi meridionali (Serbi, Croati, Bosniaci e Montenegrini). Questa decisione venne ratificata dal governo del Principato di Serbia nel 1868 e dal Sabor, il parlamento croato, nel 1892.
Karadžić raccolse diversi volumi di poesia e prosa della tradizione popolare serba, in particolare di canti epici, che ebbero una straordinaria fortuna. Visse per un lungo periodo all'estero, in particolare in territorio austriaco; morì a Vienna nel 1864, dove è stato sepolto fino a quando, nel 1891, i suoi resti furono riesumati e trasferiti nel cortile della Cattedrale di San Michele, a Belgrado, dove giacciono tuttora.
Fu membro della Massoneria.

## Opere
- Mala prostonarodna slavenoserbska pјesnarica, raccolta di poemi popolari serbi.
- Pismenica srpskoga jezika (Sillabario della lingua serba, Vienna 1814), prima grammatica completa della lingua serba, tradotta in tedesco da Jacob Grimm (1814).
- Srpski rјečnik (Dizionario della lingua serba, 1 ed. Vienna 1818, 2 ed. Vienna 1852) vocabolario della lingua serba con traduzione in tedesco e in latino e numerose annotazioni storiche e etnografiche.
- Novi zavjet (Il Nuovo Testamento, traduzione in serbo, 1 ed. parziale 1824, 1 ed. completa Vienna 1847, 2 ed. 1857).
- Racconti popolari serbi (1821, 1853, 1870).
- Srpske narodne pјesme (Poemi popolari serbi, Lipsia  e Vienna 1823-33, in quattro tomi, 2 ed. rivista a Vienna nel 1841).
- Poesia epica popolare (1845).
- Srpske pjesme iz Hercegovine,  (Poemi serbi dell'Erzegovina, Vienna 1866), collezione di poesia popolare erzegovese, tradotta in molte lingue.
- Crven ban - narodna erotska poezija, una raccolta di poesie popolari serbe di carattere erotico.
- Deutsch-Serbisches Wörterbuch (Dizionario serbo-tedesco, 1872).